# Lena Amsel

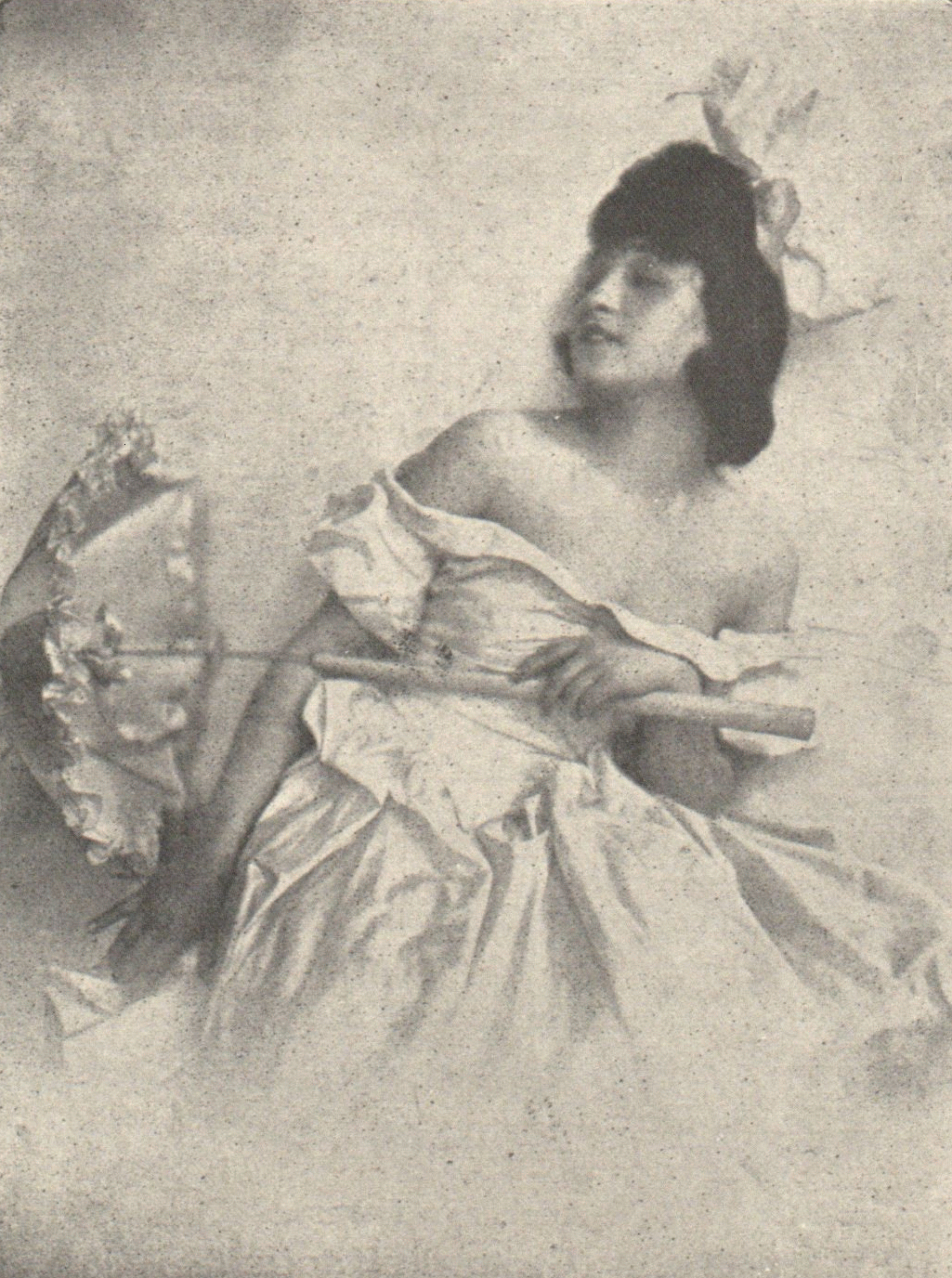
Lena Amsel
(Photo von Franz Xaver Setzer, 1918)

Lena Amsel (* 27. Juli 1898 in Łódź, Weichselland; † 2. November 1929 in Paris) war eine Tänzerin und Schauspielerin.

## Leben
Sie stammte aus jüdischen Fabrikantenkreisen. 1914 zog sie nach Dresden, 1915 nach Berlin. Sie suchte Kontakt zu den Größen aus Varieté, Film und Theater. Im Café des Westens begegnete sie 1916 Karl Gustav Vollmoeller und Max Reinhardt. Vollmoeller wurde ihr Geliebter und Förderer für mehrere Jahre.
1917 stand sie im Berliner Varietétheater Wintergarten als Tänzerin auf der Bühne, kurz darauf in Wien vor der Kamera. 1917/18 spielte sie in den Stummfilmen Pinselputzi stiftet Unheil und eine Ehe, Pinselputzi rendevouzelt, Lenas noble Bekanntschaft, Meine Tochter, deine Tochter und Der Weg zum Reichtum mit. Letzterer startete am 31. Mai 1918, und neben Lena Amsel als „Pinselputzi“ trat Paul Morgan in einer Hauptrolle auf.
Obwohl sie keine tänzerische Ausbildung hatte, konnte sich Lena Amsel für einige Jahre auf deutschen und österreichischen Bühnen als Tänzerin halten. So trat die „in Deutschland sehr bekannte Tänzerin Lena Amsel“ etwa am 6. Mai 1918 in Wien im Rahmen eines von der Konzertdirektion Gutmann (siehe Hugo Knepler) veranstalteten Tanzabends auf. Dieser fand im mittleren Wiener Konzerthaussaal statt. Die Wiener Werkstätte hatte „eigens für die Künstlerin Papierkostüme entworfen und ist es das erstemal, daß solche Kostüme zur Vorführung gelangen“. Die Presse urteilte anschließend:

„Lena Amsel ist hübsch, sonst gibt ihr nichts Berechtigung, einen Tanzabend zu veranstalten. Auch die reizenden Papierkostüme der Wiener Werkstätte, die sehr hübsch aussahen, sich aber zum Tanze wenig eignen, vermochten nicht, die Darbietungen Lena Amsels erträglicher zu machen. Die Begleitung besorgte in vorzüglicher Weise Herr Otto Schulhof; er füllte die Pausen mit stimmungsvoll vorgetragenen Musikpiècen aus, der einzige Genuß des Tanzabends.“

Auch ihre Filmkarriere setzte sich zu Beginn der 20er Jahre fort. 1922/23 wirkte sie in den vier Folgen von Tragödie der Liebe mit, unter der Regie von Joe May und an der Seite von Emil Jannings, Mia May, Curt Goetz und Marlene Dietrich. Ihr letzter Film war Der mächtige Dollar, 1923, an der Seite von Eduard von Winterstein.
Privat wurde die von 1917 bis 1924 mit Vollmoeller unterhaltene Liaison von drei kurzen Ehen sowie drei Scheidungen unterbrochen. Ihr erster Mann war Baron Sieverts, der zweite der Graf Moy aus München, der dritte der ehemalige Schauspieler Ernst Dumke, zum Zeitpunkt der Eheschließung Generaldirektor der Deutschen Keramik und der Frankfurter Versicherungsanstalt.
1927 übersiedelte Lena Amsel nach Paris. Durch Vollmoeller kam sie mit namhaften Künstlern in Kontakt: André Derain, Georges Braque, Pablo Picasso, Ossip Zadkine, Louis Aragon, André Breton, René Crevel, Paul Éluard.
Lena Amsel starb am 2. November 1929 im Alter von 31 Jahren bei Paris infolge eines Automobilunfalls, der sich auf einer Straße zwischen Paris und Fontainebleau ereignete. Dort hatten die Tänzerin und der Maler André Derain, der so wie sie selbst einen Bugatti-Sportwagen fuhr, sich gegenseitig zu einem improvisierten Wettrennen herausgefordert. Amsels Wagen geriet ins Schleudern, überschlug sich und fing Feuer. Es gelang Derain nicht, sie und ihre Freundin Florence Pitron, die ebenfalls durch den Unfall ums Leben kam, aus dem brennenden Wrack zu retten. Lena Amsel wurde in Paris auf dem Cimetière du Montparnasse bestattet (Division 28, Sektion 3).
Lena Amsels Leben und Schicksal inspirierte Ruth Landshoff zu ihrer wohl 1933 vollendeten fiktiven Biographie mit dem Titel Roman einer Tänzerin. Das Werk durfte aufgrund der Machtergreifung der Nationalsozialisten in Deutschland nicht mehr erscheinen. Die posthume Erstausgabe wurde fast 70 Jahre später im Jahr 2002 gedruckt.

## Filmografie
- 1917: Pinselputzi stiftet Unheil und eine Ehe
- 1918: Pinselputzi rendevouzelt
- 1918: Lenas noble Bekanntschaft
- 1918: Meine Tochter, deine Tochter
- 1918: Der Weg zum Reichtum
- 1918: Lene oder Lena?
- 1923: Tragödie der Liebe
- 1923: Der mächtige Dollar